# Hapi (bóstwo nilowe)

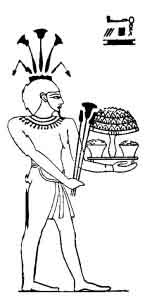
Wyobrażenie Hapiego, niosącego dary żywności

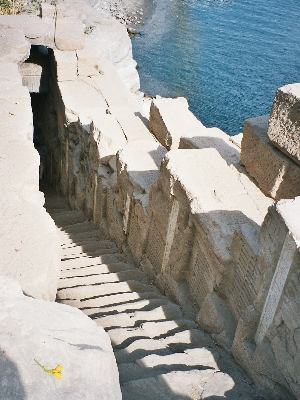
Nilometr na Elefantynie

Hapi (czasem zapisywane jako Hapy) – w religii starożytnego Egiptu bóstwo dorocznych wylewów Nilu, nanoszących na brzegi rzeki żyzny muł, pozwalający Egipcjanom na uprawę roślin. Jego imię oznacza Biegnący, co prawdopodobnie odnosi się do nurtu Nilu. Miał wiele tytułów, m.in. Pan Ryb i Ptactwa Wodnego oraz Pan Rzeki Niosącej Życie. Przedstawiany zazwyczaj jako mężczyzna z dużym brzuchem, ubrany w przepaskę na biodrach, z długimi włosami i zwisającym, kobiecym biustem. Coroczne wylewy Nilu bywały nazywane Przybyciem Hapi. Ponieważ tworzyły żyzny grunt na obszarach, które bez tego byłyby jałowe, Hapi, jako ich patron, symbolizował żyzną ziemię. Dlatego, chociaż był rodzaju męskiego, malowano go z dużym brzuchem przedstawiającym płodność Nilu. Zwykle miał też niebieską lub zieloną skórę, przypominającą Nu (męski aspekt Nun) i przedstawiającą wodę. Wskutek płodnej natury był czasem uważany za "ojca bogów" oraz opiekuńczego ojca, pomagającego utrzymać równowagę kosmosu.
Możliwe, że imię Hapi (lub jego odmiana), było wcześniej nazwą samego Nilu, jako że mówiono (błędnie) iż Nil zaczyna się pomiędzy Mu-Hapi i Kher-Hapi, na południowym skraju Egiptu. Jednak Hapi nie był bóstwem samego Nilu, a tylko dorocznych jego wylewów. Był również uważany za "przyjaciela Geba", egipskiego bóstwa ziemi, oraz "pana Nepri", bóstwa zbóż.
Inne atrybuty zmieniały się zależnie od regionu, z którego pochodzą wyobrażenia. W Dolnym Egipcie postać Hapi zdobiona jest papirusem, a towarzyszą mu żaby (żyjące w tamtym regionie i będące jego symbolem). Tymczasem w Górnym Egipcie były to lotos i krokodyle. Często przedstawiano Hapi niosącego dary żywności lub nalewającego wodę z amfory, ale także, bardzo rzadko, przedstawiano go jako hipopotama. 
Uważano, że Hapi mieszka w jaskini u źródeł Nilu, które wówczas lokowano w rejonie Asuanu. Kult Hapi koncentrował się w rejonie Pierwszej Katarakty, na Elefantynie. Wzniesiono mu tam wiele świątyń. Jego kapłani dokonywali rytuałów mających zapewnić stały poziom wylewów. Na Elefantynie znajdował się oficjalny nilometr (wodowskaz schodkowy) – przyrząd pomiarowy, którego wskazania służyły przewidywaniom poziomu wylewu, a kapłani Hapi musieli być osobiście zaangażowani w nadzór nad nim.
Za panowania XIX dynastii Hapi był często przedstawiany jako para postaci trzymających i wiążących długie łodygi dwu roślin przedstawiających Górny i Dolny Egipt, symbolicznie łącząc dwie części państwa wokół hieroglifu oznaczającego "unię", "jedność". Takie symboliczne przedstawienie często rzeźbiono na postumentach siedzących posągów faraona.